# Vitanje
Vitanje – wieś w Słowenii, siedziba gminy Vitanje. W 2018 roku liczyła 850 mieszkańców.